# Владимир (станція)
Владимир (рос. Владимир) — залізнична станція Горьківської залізниці на Нижньогородському ході Транссибу у місті Владимир, Росія.

## Опис
На станції чотири пасажирські платформи, сполучених критим пішохідним мостом з розподільний залом, який служить для безпечного переміщення між платформами над коліями (крім платформи № 2, яка сполучена з першою дерев'яним пішохідним настилом). У розподільному залі є табло прибуття і відправлення поїздів. Високошвидкісні поїзди, як правило, відправляються із середньої платформи в бік Нижнього Новгорода, а з берегової платформи, поєднаної з будівлею вокзалу, в сторону Москви. Станція обладнана турнікетами.
Станція є вузловою: від головного входу Транссибу відгалужується одноколійна лінія на Тумську (збереглася ширококолійна дільниця колишньої Рязансько-Владимирської залізниці, перешита з вузької колії на широку наприкінці 1920-х років).
Є станцією стику різного струму: на захід від неї головний хід на Москву електрифіковано постійним струмом, на схід головний хід на Нижній Новгород - змінним струмом. Лінія на Тумську не електрифікована. У східній частині станції від неї відгалужується декілька ліній на промислові підприємства міста.